# Condado de Sheboygan
O Condado de Sheboygan é um dos 72 condados do Estado americano do Wisconsin. A sede do condado é Sheboygan, e sua maior cidade é Sheboygan. O condado possui uma área de 3 292 km² (dos quais 1 962 km² estão cobertos por água), uma população de 112 646 habitantes, e uma densidade populacional de 85 hab/km² (segundo o censo nacional de 2000). O condado foi fundado em 1836.